# Somosierra
Somosierra est une commune de la communauté de Madrid, en Espagne.
Située dans la Sierra de Guadarrama, elle a été le siège des batailles de Somosierra.